# Epsilon
Epsilon (ε; tiếng Hy Lạp: Έψιλον) là chữ cái thứ năm của bảng chữ cái Hy Lạp. Trong hệ chữ số Hy Lạp, nó có giá trị là 5. Nó được bắt nguồn từ chữ cái He trong tiếng Phoenicia. Các chữ cái xuất phát từ Epsilon gồm E trong bảng chữ cái Latinh và Ye trong bảng chữ cái Kirin.

## Sử dụng
Trong vật lý, epsilon được dùng để kí hiệu cho hằng số điện
Biểu thức liên quan đến Epsilon
Hằng số chất điện môi biểu thị cho khả năng phân cực của chất điện môi. Biểu thức của nó có dạng như sau:
ε = Cd/C0
Trong đó:
- Cd là điện dung của tụ điện dùng chất điện môi.
- C0 là điện dung của tụ điện dùng chất điện môi là chân không hoặc không khí.